# Little Navarre River
Der Little Navarre River ist ein Fluss im Westen des australischen Bundesstaates Tasmanien.

## Geografie

### Flusslauf
Der fast zehn Kilometer lange Little Navarre River entspringt an den Osthängen des Mount Rufus, einem Berg im Südosten des Cradle-Mountain-Lake-St.-Clair-Nationalparks. Von dort fließt er zunächst nach Osten und dann nach Südosten. Nordöstlich des Mount King William I. unterquert er den Lyell Highway (A10) und mündet in den Lake King William und damit in den Navarre River.

### Durchflossene Stauseen
Er wird zu den folgenden Stausee aufgestaut:
- Lake King William – 715 m